# Бонанно, Антони
Антони Бонанно (мальт. Anthony Bonanno) — мальтийский археолог, профессор Мальтийского университета, вице-президент Археологического общества Мальты.

## Биография
Получил образование сначала на Мальте, затем учился в университете Палермо, где получил степень доктора по классической истории Италии, затем прошёл пост-докторское обучение в Лондонском университете, также в сфере римской истории.
В 1971 году вернулся на Мальту, где занимался археологией Мальты доисторического периода. С 1989 года возглавляет кафедру древних языков и археологии Мальтийского университета.
По его инициативе была восстановлена мальтийская ферма XIX века, ранее уничтоженная ради сооружения парковочной стоянки университета.
В 1987—1992 гг. вместе с коллегами из Кембриджского университета участвовал в раскопках подземного святилища в Шааре. С 1996 г. руководит раскопками святилища и поселения Тас-Силдж.